# Jerry Seinfeld
Jerome "Jerry" Seinfeld (n. 29 aprilie 1954, New York City, New York, SUA) este un actor, scenograf și producător de film american, evreu de origine.
Este un comic de tip „observator”, comedia sa bazându-se pe observații de multe ori evidente din viața cotidiană. Faima i-a fost adusă de sitcom-ul Seinfeld, în care l-a interpretat pe Jerry Seinfeld, o caricatură a propriei sale persoane, rol pentru care a fost răsplătit cu Globul de aur în 1994. Jerome Seinfeld a participat și ca producător al acestui serial, împreună cu prietenul său Larry David.

## Biografie
S-a născut într-o familie de evrei; tatăl său, Kálmán, era originar din Ungaria, iar mama sa, Betty, din Siria

## Cărți
Seinfeld este de asemenea un scriitor, autorul bestseller-ului Seinlanguage. Publicată in 1993, cartea a devenit numărul unu ca New York Times bestseller. Fiind scris în timpul primelor filmări, romanul reprezintă mai mult o adaptare a materialui comic din serial. Titlul a fost inspirat de un articol apărut în Entertainment Weekly ce publica lista replicilor din serial ce au rămas în memoria și limbajul colectiv. În 2003, Jerry Seinfeld a scris o carte pentru copii intitulată Halloween. Cartea a fost ilustrată de către James Bennett. Exista de asemenea multe alte cărți despre Seinfeld și despre serial, dar multe dintre acestea au alți autori. Seinfeld a scris prefața la toată seria de cărți ale lui Ted L. Nancy Letters from a Nut (Scrisori de la un nebun) și de asemenea a cărții lui Ed Broth Stories from a Moron (Poveștile unui idiot). S-ar bănui că ambii autori ar fi doar pseudonime utilizate de către Seinfeld sau de către un prieten cunoscut acestuia. Nu a fost făcută niciodată publicitate nici unuia dintre autori, dar Seinfeld a prezentat mult în televiziune cărțile acestora. Pentru a promova cartea lui Broth, Seinfeld a ținut chiar o recepție, dar autorul nu s-a prezentat.

### Autor al scenariilor serialulSeinfeld
Sezonul 1
- The Seinfeld Chronicles (împreună cu Larry David)
- Male Unbonding (cu Larry David)
- The Stake Out (cu Larry David)
- The Stock Tip (cu Larry David)

Sezonul 2
- The Ex-Girlfriend (cu Larry David)
- The Pony Remark (cu Larry David)
- The Busboy (cu Larry David)
- The Jacket (cu Larry David)
- The Chinese Restaurant (cu Larry David)
- The Phone Message (cu Larry David)

Sezonul 3
- The Stranded (împreună cu Larry David și Matt Goldman)

Sezonul 4
- The Shoes (împreună cu Larry David)

Sezonul 5
- The Sniffing Accountant (împreună cu Larry David)
- The Raincoats (cu Larry David, Tom Gammill, și Max Pross)
- The Opposite (împreună cu Larry David și Andy Cowan)

Sezonul 6
- The Kiss Hello (împreună cu Larry David)

Sezonul 7
- The Cadillac (împreună cu Larry David)

## Viața privată
Când se apropia de treizeci de ani, Seinfeld a început o relație cu o liceană de șaptesprezece ani pe nume  Shoshanna Lonstein. S-au logodit după circa cinci ani, dar în 1997, când  Shoshanna a absolvit studiile la Universitatea din Los Angeles California, s-au despărțit. După aceea, pentru o scurtă perioadă a avut o relație cu Carol Leifer, personaj secundar in episodul 'Kiss Hello'. După puțin timp, a cunoscut-o într-un Reebok Sports Club pe Jessica Sklar. Sklar, o dirigentă a departamentului Relații cu Publicul de la Tommy Hilfiger, tocmai ce se întorsese după trei săptămâni din luna de miere petrecută în Italia împreună cu producătorul de teatru Eric Nederlander. Pe 25 decembrie 1999, Sklar a divorțat de Nederlander și s-a măritat cu Seinfeld. Comicul George Wallace le-a făcut de cavaler de onoare la nuntă. După nuntă, în martie 2000, Seinfeld a cumpărat plătind 32 de milioane de dolari, Amagansett, casa lui Billy Joel. Soții Seinfeld au trei copii, o fiică și doi băieți. Pe 29 martie 2008, la New York, conducând în East Hampton al său Fiat 500 din 1967, sistemul de frânare al autoturismului nu a mai funcționat. Nereușind să oprească mașina nici măcar cu frâna de mână, Seinfeld a încercat să evite de a intra într-o intersecție cu autostradă, răsturnând mașina pe o parte. Cauza accidentului ar fi fost o defecțiune mecanică. Seinfeld nu a avut nevoie de îngrijiri medicale după incident, întorcându-se la casa sa din East Hampton. Seinfeld este de asemenea recunoscut ca susținător politic în multe campanii electorale. În 1999 a colaborat la campania pentru președinție a lui Bush, donând mulți bani pentru Partidul Democrat din Statele Unite.